# John Moody
John Moody (1868 – 16 febbraio 1958) è stato un imprenditore statunitense, fondatore dell'agenzia di rating Moody's.
Interessato alla trasparenza finanziaria delle aziende, causa secondo lui di un mini-crash finanziario del 1909. Già nel 1900 pubblicò il Manual of industrial securities e successivamente nel 1909 fondò Moody's.

## Opere
- Manual of industrial and miscellaneous securities